# Adama Toungara
 (avril 2023).
Si vous disposez d'ouvrages ou d'articles de référence ou si vous connaissez des sites web de qualité traitant du thème abordé ici, merci de compléter l'article en donnant les références utiles à sa vérifiabilité et en les liant à la section « Notes et références ».

Adama Toungara, né le 11 juin 1943 à Duékoué en Côte-d'Ivoire, est une personnalité de la société ivoirienne du fait de sa contribution aux secteurs des mines, des hydrocarbures et de l'énergie en Côte d’Ivoire. Il est considéré comme le « Père de l’exploration et de la production des hydrocarbures ».
Le 4 avril 2018, il est nommé médiateur de la République,,, par Alassane Ouattara, Président de la République de Côte d’Ivoire, pour un mandat de 6 ans non renouvelable

## Cursus scolaire et carrière professionnelle

### Cursus scolaire
Natif de Duékoué, dans l'ouest de la Côte d'Ivoire, Adama Toungara y fait tout son cursus élémentaire avant d’être orienté au lycée technique d’Abidjan.
En 1965, muni d'un Baccalauréat technique et mathématiques, il s’envole aux États-Unis où il s’inscrit à l'université d'État de l'Ohio à Colombus.
Il intègre pour sa spécialisation l'université de Californie du Sud, d’où il sort diplômé en ingénierie pétrolière en 1971.

### Carrière professionnelle
En 1971, Adama Toungara effectue son retour en Côte d'Ivoire pour mettre à profit les compétences acquises au cours de ses années d’études aux États-Unis.

Il va alors occuper, tout au long de sa carrière, différents postes dans plusieurs sociétés des secteurs des mines, des hydrocarbures et de l'énergie :
- 1971-1975 : Directeur des hydrocarbures
- 1975-1981 : Président-directeur général de la Société ivoirienne de raffinage (SIR)
- 1975-1982 : Administrateur de la Société ivoirienne des pétrole BP (SIBP)
- 1975-1981 : Directeur général de la Société nationale d’opérations pétrolières de Côte d’Ivoire (Petroci)
- 1975-1981 : Administrateur de Shell Côte d’Ivoire
- 1976-1992 : Administrateur de la Banque internationale pour le commerce et l'industrie de la Côte d'Ivoire (BICICI)
- 1979-1981 : Président-directeur général de la Société multinationale de bitume (SMB)
- 1981-1993 : Conseiller spécial du président Félix Houphouët-Boigny
- De 1993 à avril 2018 : Président-directeur général de IPETRO (Ivoirienne de Pétrole)
- De 1990 à avril 2018 : Vice-président de MINPETRO Ltd

### Responsabilité sur le plan international
Sur le plan international, Adama Toungara a assumé des responsabilités dans le secteur du pétrole. Il a été membre du comité national de la Conférence mondiale sur l’énergie, membre de la Société des ingénieurs de pétrole (AIME) et président de l’Association africaine des raffineurs et des distributeurs de pétrole (ARDIP) depuis le 22 janvier 1979 à ce jour.
Consultant de plusieurs gouvernements africains et de sociétés pétrolières internationales, il a participé à plusieurs colloques et a publié des travaux sur le pétrole et l’énergie.

## Carrière politique
Outre ses fonctions au sein des sociétés du secteur des mines, des hydrocarbures et de l'énergie, Adama Toungara travaille pour l'État ivoirien et occupe différents postes auprès des présidents Félix Houphouët-Boigny et Alassane Ouattara, de 1981 à 2018.
De 1981 à 1993, il a été conseiller spécial du président Félix Houphouët-Boigny.
De 2011 à 2012, il est ministre des Mines, du Pétrole et de l'Énergie dans le troisième et quatrième gouvernement de Guillaume Soro. La même année, il est ministre des Mines, du Pétrole et de l'Énergie dans le gouvernement de Jeannot Ahoussou-Kouadio. Enfin, de novembre 2012 à janvier 2017, il est ministre du Pétrole et de l'Énergie dans le gouvernement de Daniel Kablan Duncan.
Adama Toungara a été maire de la commune d'Abobo, deuxième commune la plus peuplée d’Abidjan, lors des élections municipales de mars 2001, puis réélu lors des élections de 2013.
De février 2017 à avril 2018, il est conseiller spécial du président de la République, Alassane Ouattara.
Enfin, en 2018, il est nommé médiateur de la République de Côte d’Ivoire par le président Alassane Ouattara et met fin à sa carrière politique.

## Vie associative
- Janvier 1979 : Président de l'Association Africaine des Raffineurs et des Distributeurs des Pétroles (ARDIP);
- Membre du Comité National de Conférence Mondiale sur l'Energie;
- Membre de la Société des Ingénieurs de Pétrole[16].

## Distinctions et décorations
- Officier dans l’Ordre du national de Côte d'Ivoire[17]
- Commandeur dans l’Ordre national de Côte d’Ivoire[18]
- Grand Officier dans l’Ordre national de Côte d’Ivoire[19]